# 興和江守
興和江守株式会社（こうわえもり）は、福井県福井市に本社を置く日本の化学品商社。

## 概要
旧江守商事の持株会社制移行に伴い2013年（平成25年）4月に分割準備会社として設立された。その後、親会社であった江守グループホールディングス（後のサスティナ）の民事再生法適用の申請に伴い、興和紡とジェイ・ウィル・パートナーズの共同出資により設立された特定目的会社江守コーポレーションの傘下となる。2017年（平成29年）4月には、江守コーポレーションが保有する江守商事の株式を興和が取得し、同社の子会社となっている。

## 沿革
持株会社制移行前の旧江守商事については、サスティナの沿革を参照のこと
- 2013年（平成25年）4月25日 - 江守商事分割準備株式会社を設立[3]。
- 2014年（平成26年）4月1日 - 吸収分割により旧江守商事株式会社（江守グループホールディングス）の事業部門を承継し、江守商事株式会社に商号を変更[3]。
- 2015年（平成27年）
  - 5月29日 - 興和紡株式会社と株式会社ジェイ・ウィル・パートナーズの共同出資により設立された、合同会社江守コーポレーションの子会社となる[3]。
  - 11月 - EMORI (THAILAND) CO., LTD.（現・Kowa-Emori（Thailand）Co., Ltd.）およびEMORI & CO., (H.K.) LTD.（現・Kowa-Emori Company,（H.K.）Ltd.）を子会社化[3]。
- 2016年（平成28年） 
  - 7月1日 - 江守商事の情報事業グループの持株会社として株式会社江守情報を設立[4][注 1]。
  - 7月29日 - 江守塗料株式会社を子会社化[3][5]。
- 2017年（平成29年）
  - 4月1日 - 興和株式会社が合同会社江守コーポレーションより江守商事株式会社の株式を取得し、完全子会社となる[3][6]。同日、江守商事の情報部門を吸収分割により江守情報が承継[7]。
  - 7月1日 - 興和株式会社の子会社となっていた北陸化成工業株式会社、北陸カラー株式会社、江守物流株式会社の3社を子会社化[3][8]。
- 2020年（令和2年）4月1日 - 興和江守株式会社に商号を変更[9][10]。

## 関係会社
- 北陸化成工業株式会社
- 江守塗料株式会社
- 北陸カラー株式会社
- 江守物流株式会社
- Kowa-Emori Company,（H.K.）Ltd.（2020年1月1日、EMORI & CO., (H.K.) LTD.より商号変更）[11]
- Kowa-Emori（Thailand）Co., Ltd.（2020年1月1日、EMORI (THAILAND)  CO., LTD.より商号変更）[11]
- PT.Kowa Emori Indonesia（2020年1月1日、PT.EMORI INDONESIAより商号変更）[11]
- Kowa-Emori Philippines,Inc.（2020年1月1日、EMORI PHILIPPINES, INC.より商号変更）[11]
- 江興貿易(深圳)有限公司